# Уничтожить город, чтобы спасти его

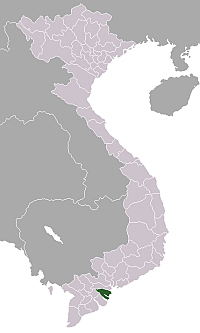
Провинция Бенче на карте современного Вьетнама

Уничтожить город, чтобы спасти его (вариант: «уничтожить деревню, чтобы спасти её») — одна из самых знаменитых фраз периода войны США во Вьетнаме (1965—1973). Во время войны широко использовалась американскими журналистами в самых различных контекстах. Из-за частого цитирования оригинальный вариант этой фразы и её источник достаточно сложно определить.

## Происхождение
30—31 января 1968 года Национальный фронт освобождения Южного Вьетнама начал своё первое стратегическое наступление, атаковав города и стратегические объекты на всей территории страны. В историю Вьетнамской войны это событие вошло как Тетское наступление.
Одним из объектов атаки стал небольшой город Бенче (ныне столица одноимённой провинции Бенче), расположенный в дельте Меконга южнее Сайгона. В результате нападения город в той или иной степени перешёл под контроль НФОЮВ. Силы 9-й пехотной дивизии США при поддержке авиации и артиллерии вступили с противником в уличные бои, в конечном счёте выбив его из города. В ходе боевых действий многие дома в Бенче были повреждены или разрушены.
7 февраля 1968 года корреспондент «Ассошиэйтед Пресс» Питер Арнетт (впоследствии получивший широкую известность своим освещение боевых действий в Ираке в 1991 и 2003 годах) отправил в сайгонский офис агентства заметку о сражении за Бенче. В заметке, в частности, упоминалось о том, что некий американский майор, имя которого Арнетт категорически отказался разглашать, заявил: «Было необходимо уничтожить город, чтобы спасти его» (англ. It became necessary to destroy the town to save it). Фраза произвела настоящую сенсацию в США, была подхвачена другими средствами массовой информации и многократно цитировалась, в том числе в контексте абсурдности американской политики во Вьетнаме.

## Правдоподобность
Некоторые источники ставили под сомнение правдоподобность фразы, в частности, из-за того, что Арнетт не разглашал имени произнёсшего её майора. Газета «Нью Рипаблик» приписала авторство майору Честеру Брауну, отвечавшему во время сражения за артиллерийскую и авиационную поддержку. Однако, как свидетельствует бывший капитан Майкл Миллер, служивший в Инженерном корпусе Армии США и во время Тетского наступления находившийся в Рать-Киен (город рядом с Бенче), фраза является достоверной и была произнесена совсем другим человеком. Согласно Миллеру, после сражения за Бенче в 3-м батальоне 39-го пехотного полка 9-й пехотной дивизии был дан брифинг для журналистов. Этот брифинг проводил начальник отдела батальона по связям с общественностью майор Бурис (Booris). Миллер вспоминает, что собравшиеся журналисты постоянно поднимали тему разрушений в Бенче в контексте соразмерности применения силами США огневой мощи. Пытаясь сдержать напор журналистов, Бурис в конце концов неосторожно заявил: «Нам пришлось уничтожить Бенче, чтобы спасти его». В ход брифинга тут же вмешался командир батальона подполковник Делюка (Deluca) и успешно довёл его до конца.
Корреспондент «Лос-Анджелес Таймс» Уильям Тоухи (Touhy) через несколько недель после сражения писал, что в результате боёв город был разрушен на 25 %, а не на 80 %, как сообщалось ранее.